# Борель Петро Федорович
Петро Федорович Боре́ль (нар. 1829 — пом. жовтень 1898, Санкт-Петербург) — російський літограф і живописець-аквареліст.

## Біографія
Народився у 1829 році. У 1850-х роках був вільним слухачем Петербурзької академії мистецтв. 1855 року отримав звання некласного художника акварельного портретного живопису за «Портрет пані NN» і етюд «Голова старого».
Помер у Санкт-Петербурзі в жовтні 1898 року.

## Творчість
Автор літографій:
- «Церква в ім'я мучениці цариці Олександри на Бабігонському пагорбі в Петергофі» (Російська державна бібліотека)[1];
- «Ніжин»;
- «Ліцей князя Безбородька»

портрети
- Миколи Гоголя;
- Євгена Гребінки;
- Григорія Квітки-Основ'яненка;
- Михайла Максимовича;
- Миколи Костомарова;
- Остапа Вересая;

духовних осіб
- Йосифа (Семашка), митрополита Литовського і Віленського (1861);
- Ісидора (Нікольського), митрополита Київського і Галицького (1860);
- Філарета (Амфітеатрова), митрополита Київського і Галицького (1865);
- Ніла (Ісаковича), архієпископа Ярославського і Ростовського (1860);
- Леоніда (Краснопевкова), єпископа Дмитровського (1862);
- Феофана Затворника Вишенського (1860).

|                   |                   |                      |                      |                  |
| Іван Айвазовський | Микола Добролюбов | Віссаріон Бєлінський | Ісидор (Нікольський) | Феофан Затворник |

Ілюстрував журнали:
- «Художній листок» (1868—1870);
- «Всесвітня ілюстрація» (1871—1895);
- «Північ» (1889—1895);
- «Нива» (1892).

Виконав літографії для видань:
- «Ліцей князя Безбородька» (Санкт-Петербург, 1859);
- «Портретна галерея російських діячів» Олександра Мюнстера (Санкт-Петербург, 1860—1864, 4 тома; Санкт-Петербург, 1864—1869, 2 тома);
- «Портрети духовних осіб» Андрія Траншеля (Санкт-Петербург, 1860—1862, 3 випуска).

Писав акварелі. 
У 1895 році на першій виставці друкарської справи був удостоєний великої золотої медалі за «художні роботи на камені».